# Effet Hall quantique fractionnaire
Pour les articles homonymes, voir quantique.
L'effet Hall quantique fractionnaire (en anglais, fractional quantum Hall effect : FQHE) est une version en mécanique quantique de l'effet Hall, mise en évidence dans les années 1980 par Horst Störmer et Daniel Tsui et explicitée par Robert B. Laughlin, co-lauréats du prix Nobel de physique de 1998. Lorsque le FQHE apparaît dans un système, celui-ci semble composé de particules possédant une fraction de la charge élémentaire.

## Description
Le FQHE survient dans un gaz d'électrons bi-dimensionnel, lesquels sont en forte interaction. Soumis à certains champs magnétiques, ce gaz forme un état qui présente plusieurs propriétés d'un liquide. Cet état est difficile à obtenir et à maintenir, car il faut faire appel à des matériaux d'excellente qualité avec une faible concentration de porteurs de charge et soumis à une très basse température. Comme pour l'effet Hall quantique entier, la résistance de Hall présente une série de plateaux. Plusieurs valeurs particulières du champ magnétique correspondent à un facteur de remplissage (le rapport du nombre d'électrons au nombre de quanta du flux magnétique) : 
{\displaystyle \nu =p/q,\ }
où p et q sont des entiers premiers entre eux. Ici, q est habituellement un nombre impair, sauf pour deux facteurs de remplissage : 5/2 et 7/2. Les deux principales suites de ces fractions sont 
{\displaystyle {1 \over 3},{2 \over 5},{3 \over 7},{\mbox{etc.,}}}
et
{\displaystyle {2 \over 3},{3 \over 5},{4 \over 7},{\mbox{etc.}}}